# 58672 Реміґіо
58672 Реміґіо (58672 Remigio) — астероїд головного поясу, відкритий 28 грудня 1997 року.
Тіссеранів параметр щодо Юпітера — 3,330.